# Tiwaz
Tiwaz (ook wel Teiwaz, Tius, Fries Tiis, Oudengels Tiw) is de god van de oorlog in het Germaanse godenrijk. Tiwaz wordt vereenzelvigd met Týr uit de Noordse mythologie.
De Germaanse namen voor de dinsdag zijn vaak afgeleid van de namen van deze god.
Tiwaz was rond het begin van onze jaartelling de hemelgod en de oppergod in de Germaanse mythologie, vergelijkbaar met Zeus in de Griekse mythologie. Hij werd echter verdreven door de nieuwe oppergod Wodan, die reeds ten tijde van Tacitus als belangrijkste god werd beschouwd.
Tacitus beschreef in zijn Germania tevens de Germaanse oergod Tuisto (Teuto). De Duitse taal- en letterkundige Jacob Grimm schreef in zijn Deutsche Mythologie dat deze naam mogelijk een afgeleide van Tiwaz is.